# Быдеште
Быдеште (болг. Бъдеще) — село в Болгарии. Находится в Старозагорской области, входит в общину Стара-Загора. Население составляет 464 человека.

## Политическая ситуация
В местном кметстве Быдеште, в состав которого входит Быдеште, должность кмета (старосты) исполняет Иванка Петкова Иванова (независимый) по результатам выборов.
Кмет (мэр) общины Стара-Загора — Светлин Танчев (Граждане за европейское развитие Болгарии (ГЕРБ)) по результатам выборов.